# 化学責任者
化学責任者（かがくせきにんしゃ）は、高圧ガス製造保安責任者国家資格のうちの1つ。経済産業省管轄。

## 種類
甲種と乙種と丙種液化石油ガス、丙種特別試験科目に分かれる。
- 甲種は、石油化学コンビナート等高圧ガス製造事業所において化学に関係する製造に係る保安の統括的な業務を行う。保安技術管理者、保安主任者及び保安係員に選任される。

- 乙種は、石油化学コンビナート等高圧ガス製造事業所において、化学に関係する製造に係る保安の統括的又は実務的な業務を行う。保安主任者及び保安係員に選任される。

- 丙種液化石油ガスはLPガス充てん事業所、LPガススタンド等のLPガス製造事業所において、化学に関係するLPガスの製造に係る保安の統括的又は実務的な業務を行う。

- 丙種特別試験科目は石油化学コンビナート等製造事業所、充てん事業所、天然ガススタンド等において、化学に関係する製造に係る保安の実務的な業務を行う。

## 国家試験
国家試験は年1回実施される（実施は高圧ガス保安協会）。高圧ガス製造保安責任者講習を受講していると一部免除になる。

## 試験科目
甲種
1. 高圧ガス保安法に係る法令
2. 高圧ガスの製造(冷凍のための製造を除く。)に必要な化学に関する高度の保安管理の技術
3. 高圧ガスの製造に必要な高度の応用化学

乙種
1. 高圧ガス保安法に係る法令
2. 高圧ガスの製造(冷凍のための製造を除く。)に必要な化学に関する通常の保安管理の技術
3. 高圧ガスの製造に必要な通常の応用化学

丙種液化石油ガス
1. 高圧ガス保安法に係る法令
2. 液化石油ガスの製造(冷凍のための製造を除く。)に必要な通常の保安管理の技術
3. 液化石油ガスの製造に必要な通常の応用化学及び基礎的な機械工学

丙種特別試験科目
1. 高圧ガス保安法に係る法令
2. 高圧ガスの製造(冷凍のための製造を除く。)に必要な基礎的な保安管理の技術
3. 高圧ガスの製造に必要な基礎的な応用化学及び基礎的な機械工学

## 講習科目
1. 法令
2. 保安管理技術
3. 学識
4. 検定試験（保安管理技術、学識）